# 南科特賴特 (紐約州)
南科特賴特（英語：South Kortright）是位於美國紐約州特拉華縣的非建制地區。

## 歷史
南科特賴特的郵局自1823年營運至今。

## 地理
南科特賴特所處的海拔為高於海平面460米（即1509英呎），而該地所採用的時區為UTC-5，即北美东部时区（EST）。同時該地設有夏令時間，為UTC-5調快一小時，即UTC-4（EDT）。